# Cohérence émotionnelle
La cohérence émotionnelle  est un état d'équilibre idéal du système nerveux autonome (SNA) composé des systèmes nerveux sympathique et parasympathique. Dans cet état et en dehors de tous stimulus conscients ou inconscients, la respiration normale basée sur un rythme respiratoire supérieur à huit cycles par minute présente une influence sur la régulation du rythme cardiaque par le biais du SNA. L'indice qui est mesuré à l'aide d'un appareil de biofeedback se nomme le pourcentage de cohérence émotionnelle (PCE).